# Can Sauleda
Can Sauleda és un edifici de Sant Pol de Mar (Maresme) inclòs en l'Inventari del Patrimoni Arquitectònic Català.

## Descripció
La casa i jardí de finals de segle xix (1870-1880) formen part d'un dels conjunts romàntics més destacats de Sant Pol. Situada en un punt elevat de la vila, a un carrer d'una sola façana de cases nobles amb jardí davanter i orientades cap al mar, Can Sauleda és una casa mitjanera amb eixida posterior, de planta baixa i dos pisos i coberta plana de rajola. La façana principal s'organitza segons la moda, aleshores vigent, dels manuals neoclàssics, amb les proporcions humanitzades de les obertures, la utilització de la llinda recta, l'organització dels tres balcons centrals d'una obertura emmarcades amb un frontó, la moderada ornamentació a base d'esgrafiats de motius florals i la col·locació d'una font recoberta de rajola vidriada i amb una figura central de terrissa que representa un jove pescador amb una tortuga a la mà.